# انحراف ربيعي

مخطط صندوق (with an interquartile range) and a دالة الكثافة الاحتمالية (pdf) of a Normal Population

الانحراف الربيعي (Interquartile Range) في الإحصاء الوصفي ويسمى الانحراف الربيعي أيضاً نصف المدى الربيعي للقانون أدناه، ويسمى كذلك الربيع الثاني أسوة بالربيع الأول والثالث. وهو أفضل من المدى لأنه لا يتأثر بالقيم المتطرفة مستبعد القيم المتطرفة من الأعلى والأسفل.
هو متوسط الفرق بين الربيعيين الثالث والأول ويرمز له بالرمز Q ويحسب من الصيغة الرياضية:
حيث أن البيانات ترتب تصاعدياً أو تنازلياً وتقسم لأربع أقسام نهتم منها بنهاية الربع الأول أو الأدنى (Lawyer Quartile) ويرمز له بالرمز Q1 أي يستبعد الربع الأول وبداية الربع الرابع أو الأعلى (Upper Quartile) ويرمز له بالرمز Q3 أي يستبعد الربع الرابع وهو نحتاج لحسابه Q3 و Q1 عند ربع القيم وثلاثة أرباع القيم

## الااستخدام
على عكس الكلي مدى، ومجموعة الشرائح الربعية لديها نقطة انهيار على 25٪،

## الأمثلة

### مجموعة البيانات في الجدول
| i  | x[i] | الربيعي     |
| -- | ---- | ----------- |
| 1  | 102  |             |
| 2  | 104  |             |
| 3  | 105  | Q1          |
| 4  | 107  |             |
| 5  | 108  |             |
| 6  | 109  | Q2 (الوسيط) |
| 7  | 110  |             |
| 8  | 112  |             |
| 9  | 115  | Q3          |
| 10 | 116  |             |
| 11 | 118  |             |
نصف المدى الربيعي للبيانات الغير مبوبة
يتم حسابة كالتالي :
- ترتيب البيانات ترتيب تصاعدي.
- نوجد قيمة الربيع الأول Q1.
- نوجد قيمة الربيع الثالث Q3.
- ثم نعوض بالقيم السابقة في القانون Q3 - Q1 )/2 ) .

### تعيين البيانات في مربع نص عادي مخطط
```
                    
                             +-----+-+     
   o           *     |-------|     | |---|
                             +-----+-+    
                    
+---+---+---+---+---+---+---+---+---+---+---+---+   رقم الخط 
0   1   2   3   4   5   6   7   8   9   10  11  12  

```

## خواص الانحراف الربيعي
- من النادر أن يتأثر ألانحراف الربيعي بالانحرافات المتوسطة
- يمكن حسابه في حالة التوزيعات التكرارية المفتوحة
- يعتبر الانحراف الربيعي مقياساً لمراكز القيم
- يعتبر الانحراف الربيعي مفيداً في حالة الالتواء الشديد
- في حالة المنحنيات التكرارية المتماثلة فأن الوسيط يقع في منتصف المسافة بين الربيعين .